# Antonio Longo
Antonio Longo es el cantante original de la banda de rock alternativo estadounidense Taking Back Sunday. Sólo grabó un EP con ellos.

## Biografía
Antonio Longo, previamente, estuvo en la banda One True Thing. En 1999 Eddie Reyes funda Taking Back Sunday en Long Island, donde Longo es el cantante principal en el único material en que ha estado presente, el Taking Back Sunday EP. A finales del año 2000, él y Jesse Lacey (actualmente líder de Brand New) dejan la banda. Parece ser que Longo tuvo algunos problemas con Reyes, fundador y guitarrista de TBS. Después de dejar la banda funda The Prize Fighter, una banda de post-hardcore. Lanzan un EP y Longo vuelve a marcharse, siendo renombrada la banda tras su abandono a Guilt Like Gravity. Desde esta banda se marcha a The Mirror junto a Scott Gross, quien acababa de dejar, por su parte, From Autumn to Ashes.
Actualmente, Longo participa en un espectáculo de micrófono abierto todos los miércoles noche en el club Spoon Coffehouse, en Lindenhurst, Long Island, Nueva York.